# Pangaíon Óros
Pangaíon Óros är ett berg i Grekland. Det ligger i den nordöstra delen av landet, 300 km norr om huvudstaden Aten. Toppen på Pangaíon Óros är 1 956 meter över havet.
Terrängen runt Pangaíon Óros är huvudsakligen bergig, men den allra närmaste omgivningen är kuperad. Pangaíon Óros är den högsta punkten i trakten. Runt Pangaíon Óros är det ganska glesbefolkat, med 29 invånare per kvadratkilometer. Närmaste större samhälle är Eleftheroúpolis, 13,4 km öster om Pangaíon Óros. I omgivningarna runt Pangaíon Óros växer i huvudsak blandskog.